# Oseltamivir
Oseltamivír (zaščiteno ime Tamiflu) je učinkovina iz skupine zaviralcev nevraminidaze, ki se uporablja za zdravljenje in preprečevanje influence A in B. Je strukturni analog N-acetilnevraminske kisline. Njegov učinek je majhen. Metaanaliza učinkovitosti oseltamivirja pri zdravljenju sezonske gripe je na primer pokazala, da oseltamivir skrajša trajanje gripe za 0,55 dni pri bolnikih brez kroničnih bolezni.
Oseltamivir je bil prvi peroralni zaviralec nevraminidaze na tržišču. Odkrilo in razvilo ga je ameriško farmacevtsko podjetje Gilead Sciences, ki je pravico za trženje leta 1996 podelilo podjetju Roche.

## Uporaba
Oseltamivir se uporablja za preprečevanje in zdravljenje gripe, ki jo povzročata virusa influence A in B. Uvrščen je na seznam nujnih zdravil Svetovne zdravstvene organizacije; gre za nabor najnujnejših zdravil za zagotavljanje osnovne zdravstvene oskrbe. Razmerje med tveganji in koristmi oseltamivirja ostaja sporno.

### Bolniki z visokim tveganjem
Ameriški Center za nadzor in preprečevanje bolezni (CDC), Evropski center za preprečevanje in obvladovanje bolezni (ECDC), Angleški inštitut za javno zdravje in Ameriška pediatrična akademija (AAP) priporočajo uporabo oseltamivirja pri bolnikih, pri katerih je prišlo do zapletov gripe, in pri tistih, ki imajo visoko tveganje za pojav zapletov  (hospitalizirani bolniki, majhni otroci, starostniki nad 65 let starosti, bolniki z drugimi resnimi soboleznimi, nosečnice ...).
Sistematični pregled literature ni dokazal, da bi uporaba oseltamivirja pri bolnikih z višjim tveganjem koristila. Ovrednotene klinične študije namreč po mnenju strokovnjakov, ki si opravili pregled literature, niso bile načrtovane tako, da bi podale podatke o hudih zapletih, hospitalizaciji ali smrtnosti. Mednarodna strokovna skupina Cochrane je v svojem pregledu literature ocenila, da uporaba oseltamivirja pri bolnikih z visokim tveganjem prinaša določene koristi, a je podala priporočilo, da naj zdravniki in drugi, ki odločajo o smernicah zdravljenja, na novo ovrednotijo priporočila za zdravljenje gripe z zaviralci nevraminidaze.
CDC, EDCD in druge organizacije ter tudi farmacevtsko podjetje Roche so zavrnili izsledke Cochranovega poročila, z obrazložitvijo, da so v svojem poročilu neustrezno prišli do izsledkov za hudo bolne bolnike na osnovi podatkov na zdravi populaciji. Tudi Evropska agencija za zdravila ni spremenila indikacij za zdravilo.
V preglednem članku v strokovnem vestniku New England Journal of Medicine priporočajo med epidemijami gripe uporabo oseltamivirja pri vseh bolnikih, sprejetih na oddelke intenzivne nege zaradi zunajbolnišnične pljučnice, dokler ne potrdijo odsotnosti gripe s testiranjem s PCR.

### Bolniki v sicer dobrem zdravstvenem stanju
Pri bolnikih, okuženih z gripo, ki so sicer v dobrem zdravstvenem stanju, CDC priporoča uporabo protivirusnih zdravil v obdobju prvih 48 ur okužbe, medtem ko na primer nemške smernice odsvetujejo uporabo protivirusnih zdravil pri takih bolnikih.
V letu 2013 so objavili dve metaanalizi, ki sta obe ugotovili, da koristi uporabe oseltamivirja pri sicer zdravih posameznikih ne pretehtajo tveganj, Pri omejitvi analize na bolnike s potrjeno okužbo so pri Cochranu ugotovili nejasne dokaze o zmanjšanju tveganja za zaplete, kot je pljučnica, medtem ko pa so tri drugi pregledi literature pokazale manjše tveganje za zaplete. Objavljene študije ocenjujejo, da uporaba oseltamivirja skrajša trajanje simptomov za pol do en dan. Koristi zdravljenja mora zdravnik skrbno pretehtati glede na možne neželene učinke, ki vključujejo tudi psihiatrične simptome in bruhanje.
Izsledki organizacije Cochrane Collaboration iz leta 2014 kažejo, da oseltamivir ne zmanjša tveganja za hospitalizacijo in da ni dokazov o zmanjšanju števila zapletov gripe, kot je na primer pljučnica, ter o zmanjšanju prenašanja virusa na druge osebe. Določeni dokazi celo nakazujejo, da oseltamivir zmanjša zmožnost bolnikovega organizma, da proizvede dovoljšnjo število protiteles proti povzročitelju gripe. Avtorji so priporočili ponovno ovrednotenje smernic zdravljenja gripe glede na majhne koristi in povečano tveganje za bolnike ob uporabi zdravila oseltamivir. CDC, EDCD in druge organizacije niso sledile izsledkom organizacije Cochrane Collaboration ter niso spremenile smernic zdravljenja in preprečevanja gripe.

### Preprečevanje
CDC ne priporoča splošne uporabe oseltamivirja za preprečevanje okužbe z gripo, saj bi široka uporaba lahko vodila do razvoja odpornosti virusa proti zdravilu. Oseltamivir se priporoča za preprečevanje okužbe le pri posameznikih z visokim tveganjem, ki so bili izpostavljeni povzročitelju gripe v zadnjih 48 urah ter niso bili cepljeni oziroma so prejeli cepivo nedavno (in zato še ne zagotavlja zaščite). Zaščita pred okužbo z oseltamivirjem se priporoča tudi med izbruhi v negovalnih ustanovah ter pri posameznikih s hujšo imunsko pomanjkljivostjo.
Oseltamivir pri uporabi za preprečevanj okužbe zmanjša tveganje za razvoj simptomatske bolezni, vendar so dokazi zato skopi.

## Neželeni učinki
Med pogostimi neželenimi učinki (ki so se v kliničnih raziskavah pojavili pri več kot enem odstotku bolnikov) sta slabost in bruhanje. Približno pri vsakem 22. odraslem bolniku in vsakem 19. pediatričnem bolniku, ki prejema oseltamivir, se pojavi bruhanje.Pri uporabi oseltamivirja za preprečevanje okužbe se pojavljajo med drugim tudi glavobol,težave z ledvicami in psihiatrični neželeni učinki. Vpliv oseltamivirja na srce ni jasen; podatki kažejo, da lahko oblaži simptome na srcu, hkrati pa lahko povzroči hude motnje srčnega ritma.
Podatki iz obdobja po utrženju oseltamivirja kažejo tudi na povzročanje neželenih učinkov na jetrih (vnetje jeter in povišanje jetrnih encimov), izpuščaja, preobčutljivostnih reakcij (vključno z anafilaksijo), toksične epidermalne nekrolize, srčne aritmije, krčev, zmedenosti, poslabšanja sladkorne bolezni, hemoragičnega kolitisa in Steven-Johnsonovega sindroma. Pogostnost teh neželenih učinkov ni znana in tudi vzročne povezave z uporabo oseltamivirja še niso pojasnili. 
Navodilo za uporabo vsebuje opozorila o psihiatričnih neželenih učinkih, ki so jih zaznali po utrženju zdravila. Pojavljali naj bi se redko, vzročna povezava pa ni pojasnjena.

## Odpornost proti zdravilu
V veliki večini sevov virusa, odpornih proti oseltamivirju, gre za zamenjavo posamezne aminokisline (His274Tyr v N1) v strukturi encima nevraminidaza. Metaanaliza 15 raziskav je pokazala, da je pogostnost odpornosti povzročitelja proti oseltamivirju okoli 2,6-odstotna. Odpornost se pogosteje pojavlja pri influenci A, zlasti pri podtipu virusa  H1N1. Podatki kažejo, da se med zdravljenjem z oseltamivirjem odpornost pojavi pri znatnem številu bolnikov in lahko vodi do pojava pljučnice. Za primerjavo so o odpornosti proti zanamavirju, drugemu protivirusnemu zdravilu, ki se uporablja pri gripi, poročali redko. Pri bolnikih s hudo imunsko pomanjkljivostjo so poročali o podaljšanem širjenju odpornih sevov virusa tudi po prekinitvi zdravljenja z oseltamivirjem. Vendar pa mutirani virusi načeloma kažejo zmanjšano kužnostin virulentnost se težko prenašajo iz človeka na človeka. Mutacije na sicer strogo ohranjenem aktivnem mestu encima namreč zelo oslabijo funkcionalnost nevraminidaze, ki je nujna za širjenje virusov.

## Mehanizem delovanja
Oseltamivir je predzdravilo in sam ne izraža protivirusne učinkovitosti. Po presnovi v jetrih se s hidrolizo pretvori v aktivni presnovek, prosti oseltamivir karboksilat. Aktivni presnovek je selektivni zaviralec nevraminidaznih encimov virusa influence, glikoproteinov, ki so na površini viriona. Encimska aktivnost virusne nevraminidaze je pomembna tako za vstop virusa v neokuženo celico kot za sproščanje novonastalih virusnih delcev iz okuženih celic in za nadaljnjo širitev virusne okužbe po telesu.

## Farmakokinetika
Biološka uporabnost oseltamivirja po zaužitju je več kot 80-odstotna. Absorbirana učinkovina zapade učinku prvega prehoda in se obsežno presnovi do aktivnega presnovka. Volumen porazdelitve oseltamivirja znaša okoli 23–26 litrov. Razpolovni čas oseltamivirja je okoli 1–3 ure, oseltamivir karboksilata pa okoli 6–10 ur. Izloča se pretežno s sečem, in sicer v obliki aktivnega presnovka (več kot 90 % peroralnega odmerka).